# Одиночка (Койдокурское сельское поселение)
Одиночка — деревня в Холмогорском районе Архангельской области.

## География
Находится в центральной части Архангельской области на расстоянии приблизительно 19 км на запад-северо-запад по прямой от районного центра села Холмогоры на левобережье реки Северная Двина.

## История
Была в 1939 году отмечена в составе Верхнекойдокурского сельсовета Холмогорского района. До 2022 года входила в Койдокурское сельское поселение до его упразднения.

## Население
Численность населения: 0 человек в 2002 году, 2 в 2010.